# Atomární uhlík
Atomární uhlík, systematickým názvem λ0-methan nebo  methandiyliden je bezbarvá anorganická plynná látka se vzorcem C. Za standardních podmínek je kineticky nestabilní a podléhá autopolymerizaci. Lze jej považovat za monomer grafitu.

## Vlastnosti

### Amfoterita
Atomární uhlík může reagovat s Lewisovou kyselinou, která se může spojit s elektronovým párem uhlíku, také může elektronový pár Lewisovy kyseliny reagovat s uhlíkem:
::[C] + M → [MC]
[C] + :L → [CL]
Vzhledem k této schopnosti přijímat či odevzdávat elektrony je atomární uhlík Lewisova amfoterní látka.
Atomový uhlík může Lewisovým kyselinám dodat či od nich převzít až dva elektronové páry. Může být též protonován:
C + H+ → CH+
Tento záchyt protonu znamená, že je atomární uhlík též Brønstedova–Lowryho zásada. Jeho konjugovanou kyselinou je λ2-methylium (CH+).
Vodné roztoky aduktů jsou ovšem nestabilní, jelikož dochází k hydrataci uhlíkového centra a λ2-methyliové skupiny za vzniku λ2-methanolu (CHOH), λ2-methanu (CH2) nebo hydroxymethyliové skupiny (CH2OH+). λ2-methanolová skupina se může polymerizovat na formaldehyd, či se dále hydratovat na dihydroxymethylium (CH(OH) +
2  a nebo reagovat s vodou na formylium (HCO+).

### Elektromagnetické vlastnosti
Elektrony jsou v atomovém uhlíku rozděleny podle výstavbového principu, čím vznikají různé kvantové stavy, každý s jinou energetickou úrovní. Nejnižší energii má základní stav, což je tripletový diradikálový stav (3P0). První dva excitované stavy mají poměrně podobné energie, jde o singletový (1D2) a singletový diradikálový (1S0) stav. Neradikálová forma atomárního uhlíku se nazývá λ2-methyliden, diradikálový stav má systematický název λ2-methandiyl.
Stavy 1D2 a 1S0 mají energii oproti základnímu stavu vyšší o 121,9 a 259,0 kJ mol−1. K přechodům mezi těmito stavy obvykle nedochází, protože je k tomu nutná změna spinu nebo spárování elektronů, což vede k fosforescenci na vlnové délce 981,1 nm, tedy v blízké infračervené oblasti. Po excitaci ultrafialovým zářením může také dojít k fluorescenci na 873,0 nm, tedy v infračerveném záření, a k fosforescenci na 461,9 nm (v modrém světle).

## Příprava
Atomární uhlík se připravuje průchodem velkého elektrického proudu mezi dvěma uhlíkovými tyčemi, čímž se vytvoří elektrický oblouk. Způsob přípravy této látky je podobný přípravě fullerenu C60, rozdíl spočívá hlavně v použití mnohem tvrdšího vakua. Samotný atomární uhlík vzniká termolýzou 1H-tetrazol-5-aminu, přičemž se odštěpují 3 ekvivalenty molekulárního dusíku:
CN6 → :C: + 3N2
Zdrojem atomárního uhlíku může být také rozklad karbidu tantalu. Při tomto procesu se nejprve vloží uhlík do tenkostěnné nádoby z tantalu. Po uzavření této nádoby dochází k zahřívání stejnosměrným elektrickým proudem. Solvatované atomy uhlíku difundují k vnějšímu povrchu nádoby a po dosažení určité teploty se z povrchu nádoby začne odpařovat atomární uhlík. Tímto postupem vznikají atomy uhlíku bez příměsí dalších látek.

### Dekarbonylace suboxidu uhlíku
Další možnou metodou přípravy atomárního uhlíku je dekarbonylace suboxidu uhlíku. Při tomto postupu se suboxid uhlíku rozkládá na atomový uhlík a oxid uhelnatý podle následující rovnice:
C3O2 → 2 CO + [C]
Při tomto postupu se vytváří meziprodukt, kterým je monoxid diuhlíku, reakce probíhá ve dvou krocích, přičemž je u každého potřeba ozářit reakční směs tvrdým ultrafialovým zářením.
1. OCCCO → [CCO] + CO
2. [CCO] → CO + [C]

## Reakce
Protože je atomární uhlík látkou s nedostatkem elektronů, tak podléhá samovolné polymerizaci a také vytváří adukty s Lewisovými kyselinami a zásadami. Oxidací z něj vzniká oxid uhelnatý, redukcí λ2-methan.
Nekovy, jako je kyslík, s atomárním uhlíkem reagují za vzniku sloučenin s dvojvazným uhlíkem:
2 [C] + O2 → 2 CO
Atomární uhlík je velmi reaktivní, většina jeho reakcí je značně exotermní. Většinou se provádějí v plynné fázi za teploty kapalného dusíku (77 K). Příklady takových reakcí jsou:
- Připojení na vazbu C-H v alkanech za vzniku karbenů.
- Deoxygenace karbonylových sloučenin za vzniku karbenů, například z butanonu vzniká butan-2-yliden.
- Připojení na dvojnou vazbu mezi uhlíky za vzniku cyklopropylidenu, u něhož dochází k otevírání cyklu, z alkenů se takto tvoří kumuleny.